# Barnyard – Der tierisch verrückte Bauernhof
Barnyard der tierisch verrückte Bauernhof (engl. Back at the Barnyard) ist eine US-amerikanische computeranimierte Fernsehserie aus dem Jahr 2007. Die Serie basiert auf dem Film Der tierisch verrückte Bauernhof.
Die Zeichentrickserie handelt von den Tieren des Barnyard-Bauernhofes Otis, Pip, Abby, Freddy, Peck, Duke, Bessy und Pig, die den Besitzern des Bauernhofes Streiche spielen.

## Figuren
- Otis ist ein schwarz-weißer Stier, der aus irgendeinem Grund ein Euter trägt. Genauso wie im Film ist er auch stark und mutig, seine meiste Zeit verbringt er mit seinen Freunden. Er ist der Chef der Bande.
- Pip ist ein weiser und grauer Mäuserich, der mit einem mexikanischen Akzent spricht. Er ist verliebt in Bessie und außerdem der beste Freund von Otis.
- Abby ist eine weibliche, braungefleckte Kuh, die verliebt in Otis ist. Im Film trat sie nicht auf. Sie hat ein sehr komisches Verhalten, da sie von gut auf wütend übergreifen kann.
- Freddy ist ein Frettchen, mit einer Tendenz zum Übertreiben. Er hat eine Vorliebe für Sprengstoff und Holzarbeiten. Er ist der beste Freund von Peck. Er ist Vegetarier, aber seine Eltern sind brutale Fleischesser. In einer Folge soll er Peck verputzt haben!
- Peck ist ein Hahn, welcher auch Yoga lehrt. Er ist der beste Freund von Freddy.
- Duke ist ein schlagfertiger und schwarz-weißer Schäferhund, der nicht so oft in der Serie auftritt. In seiner Schafherde ist er der Chef. Er wünscht sich aber, der Chef der Bande zu sein.
- Bessy ist eine braune Kuh, die manchmal schreit. Sie kann Otis nicht ausstehen und ist die beste Freundin von Abby.
- Pig ist ein dickliches Schwein, welches gerne frisst, im Schlamm liegt und backen kann. Des Weiteren kann er auch singen. Er wirkt sehr dumm.
- Nora Beady wohnt nebenan von der Farm und ist sich sicher, dass die Tiere sprechen können. Sie ist die Feindin der Bande.
- Nathan Randall Beady der III ist Mrs. Beadys Mann und liegt meistens faul auf der Couch. Er glaubt, seine Frau spinne.
- Eugene „Rotznase“ Beady ist Mrs. Beadys Neffe und besucht öfter die Farm, um die Tiere zu ärgern. Er ist ungezogen und kann seinen Onkel Nathan nicht ausstehen.
- Der Farmer ist Vegetarier und ist öfter nicht bei der Farm. Wenn er kommt, benehmen sich die Tiere ganz normal. Er weiß nicht, dass ein Frettchen unter ihnen ist.
- Die Pizzamänner sind verrückte Zwillinge, die oft Dududididudu! sagen.
- Die Schafherde ist eine Bande voller ungezogener Schafe, dessen Chef der Schäferhund Duke ist.

## Entstehung und Veröffentlichung
Etwa im Sommer 2004 begann Steve Oedekerk die Produktion des Filmes Der tierisch verrückte Bauernhof. Später im Herbst 2005 beendete Oedekerk die Produktion der Serie Jimmy Neutron, nach dem er mit Butch Hartman die JimmyTimmy-Filme produzierte.
Barnyard – Der tierisch verrückte Bauernhof wurde im September 2007 auf Nickelodeon’s Worldwide Day of Play ausgestrahlt. Am 19. Januar 2009 wurde Der tierisch verrückte Bauernhof in den Vereinigten Staaten erstmals im Fernsehen ausgestrahlt.
Von März 2008 bis November 2011 wurde die zweite Staffel produziert und im US-amerikanischen Fernsehen ausgestrahlt.

## Synchronisation
| Rolle         | Englischer Synchronsprecher | Deutscher Synchronsprecher |
| ------------- | --------------------------- | -------------------------- |
| Otis          | Chris Hardwick              | Robin Kahnmeyer            |
| Pip           | Jeff Garcia                 | Gerald Schaale             |
| Abby          | Leigh-Allyn Baker           | Daniela Reidies            |
| Freddy        | Cam Clarke                  | Bernhard Völger            |
| Peck          | Rob Paulsen                 | Sven Plate                 |
| Duke          | Dom Irrera                  | Stefan Gossler             |
| Bessie        | Wanda Sykes                 | Heike Schroetter           |
| Pig           | Tino Insana                 | Detlef Bierstedt           |
| Eugene Beady  | Steve Oedekerk              | Hannes Maurer              |
| Mrs. Beady    | Maria Bamford               | Christin Marquitan         |
| Mr. Beady     | Steve Oedekerk              | Axel Lutter                |
| Krouser Krabs | Thomas F. Wilson            | Klaus-Dieter Klebsch       |